# 兵庫県道92号三田西インター線
兵庫県道92号三田西インター線（ひょうごけんどう92ごう さんだにしインターせん）は、兵庫県三田市を通る県道（主要地方道）である。

## 概要
舞鶴若狭自動車道三田西ICおよびテクノパークから三田市広野の国道176号交点を結ぶ。

### 路線データ
- 起点：三田市テクノパーク（三田西インター前交差点、舞鶴若狭自動車道三田西IC・兵庫県道719号三田西インター吉川線交点）
- 終点：三田市
- 総延長：4.423 km

## 歴史
- 1993年（平成5年）5月11日 - 建設省から、県道黒石三田線の一部・県道広野停車場線の一部・県道広野東条線の一部が三田西インター線として主要地方道に指定される[1]。

## 路線状況

### 重複区間
- 兵庫県道141号黒石三田線（三田市溝口 - 三田市上井沢 ）

## 地理

### 通過する自治体
- 三田市

### 交差する道路

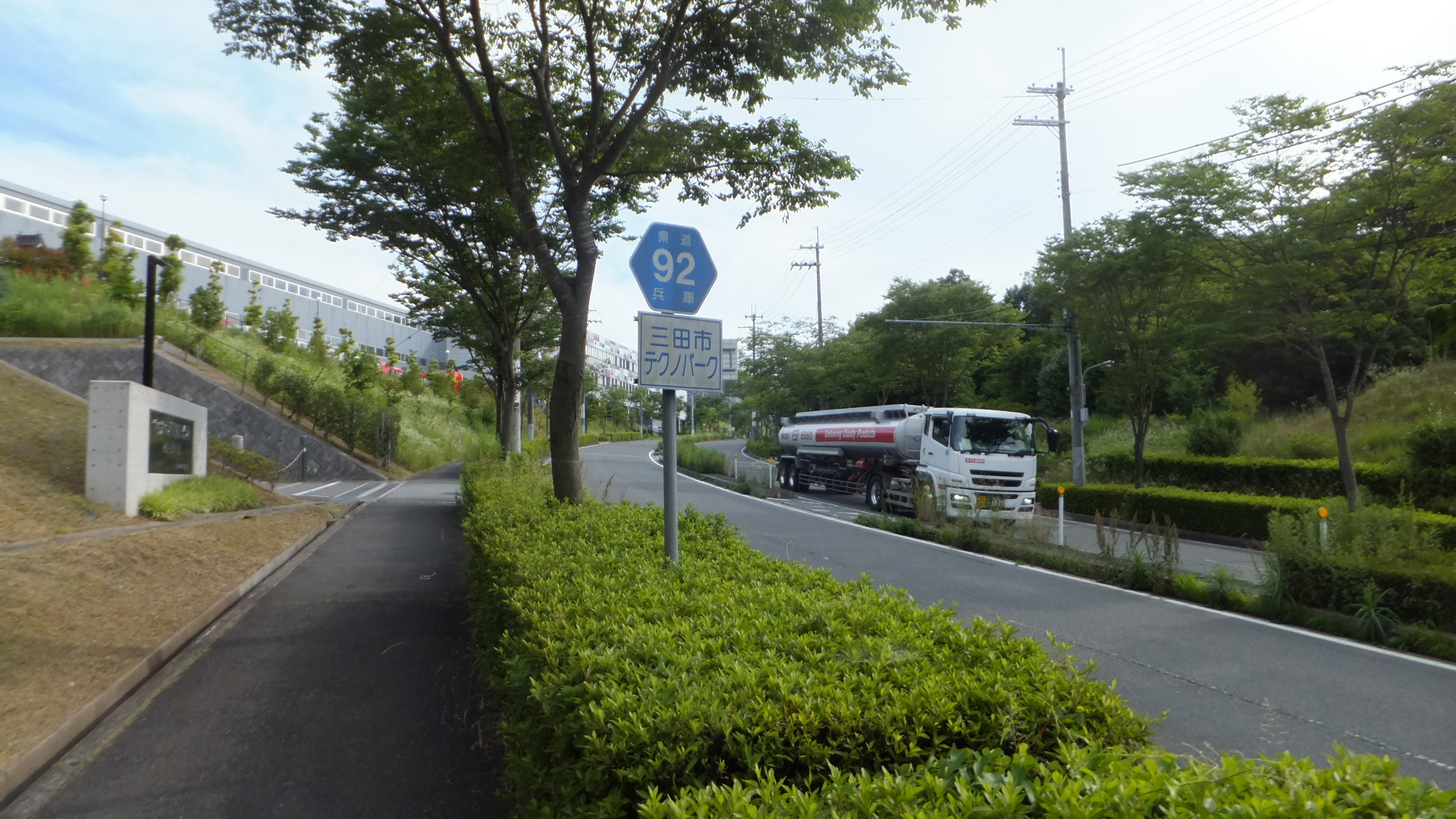
本道の標識
三田市テクノパークで撮影

- 舞鶴若狭自動車道三田西IC・兵庫県道719号三田西インター吉川線（三田市テクノパーク・三田西インター前交差点、起点）
- 兵庫県道720号テクノパーク三田線（三田市テクノパーク・テクノパーク前交差点）
- 兵庫県道141号黒石三田線（三田市溝口）
- 兵庫県道141号黒石三田線（三田市上井沢）
- 兵庫県道183号広野停車場線（三田市広野）
- 国道176号（三田市広野・広野駅北交差点、終点）